# Cima Casarene
La Cima Casarene è un rilievo dei monti Lucretili alto 1.191 metri, localizzato nel Lazio, provincia di Rieti, comune di Scandriglia.